# Зимен, Рико
Энри́ко (Ри́ко) Зи́мен (нем. Enrico "Rico" Simen; 12 января 1962 — 2019) — швейцарский кёрлингист.

## Достижения
- Зимние Олимпийские игры: серебро (1988)[3].
- Чемпионат Европы по кёрлингу: серебро (1994).
- Чемпионат Швейцарии по кёрлингу среди мужчин: серебро (1994), бронза (1997).[4]
- Чемпионат Швейцарии по кёрлингу среди юниоров: золото (1980, 1981).

## Команды
| Сезон   | Четвёртый      | Третий           | Второй       | Первый      | Запасной                            | Турниры                       |
| ------- | -------------- | ---------------- | ------------ | ----------- | ----------------------------------- | ----------------------------- |
| 1979—80 | Рико Зимен     | Томас Клей       | Юрг Дик      | Урс Дик     |                                     | ЧМЮ 1980 (7 место)            |
| 1979—80 | Рико Зимен     | Томас Клей       | Юрг Дик      | Марио Гросс |                                     | ЧШЮ 1980                      |
| 1980—81 | Рико Зимен     | Томас Клей       | Юрг Дик      | Марио Гросс |                                     | ЧМЮ 1981 (6 место) · ЧШЮ 1981 |
| 1981—82 | Рико Зимен     | Yves Hugentobler | Юрг Дик      | Марио Гросс |                                     | ЧМЮ 1982 (5 место)            |
| 1987—88 | Ханс-Йорг Липс | Рико Зимен       | Штефан Людер | Петер Липс  | Марио Флюкигер                      | ЗОИ 1988                      |
| 1994—95 | Ханс-Йорг Липс | Штефан Людер     | Петер Липс   | Рико Зимен  | Бьорн Шрёдер тренер: Michael Müller | ЧЕ 1994                       |

(скипы выделены полужирным шрифтом)